# Keraterpeton
Keraterpeton es un género extinto de lepospóndilos que vivieron a finales del período Carbonífero en lo que hoy es Irlanda e Inglaterra.